# Kusodzięciolniki
Kusodzięciolniki (Sasiinae) – wyróżniona w 2022 roku podrodzina ptaków z rodziny dzięciołowatych (Picidae).

## Zasięg występowania
Podrodzina obejmuje gatunki występujące w południowej i południowo-wschodniej Azji oraz środkowej i zachodniej Afryce.

## Systematyka
Do podrodziny należą następujące rodzaje:
- Verreauxia Hartlaub, 1857 – jedynym przedstawicielem jest Verreauxia africana (J. Verreaux & E. Verreaux, 1855) – kusodzięciolnik afrykański
- Sasia Hodgson, 1837